# Resident Evil: The Umbrella Chronicles
Resident Evil: The Umbrella Chronicles (рус. Обитель зла: Хроники Амбрелы), BIOHAZARD THE UMBRELLA CHRONICLES (яп. バイオハザード アンブレラ・クロニクルズ Байохадза:до Анбурэра Куроникурудзу) — компьютерная игра в жанре рельсового шутера для консоли Wii, разработанная и изданная Capcom. Входит в состав серии Resident Evil, пересказывая события основных игр серии с точки зрения антагонистов — сотрудников компании Umbrella, в первую очередь, Альберта Вескера. В 2009 году вышла парная к The Umbrella Chronicles игра Resident Evil: The Darkside Chronicles.

## Игровой процесс
Быстрый и яростный рельсовый шутер. Очень много крови. Присутствует маленькая нелинейность.

## Сюжет
Сюжет игры вращается вокруг личных историй и трагедий героев серии. Основное внимание сосредоточено на пересказах событий Resident Evil Zero, первой и третьей части, а также есть новая глава и несколько новых мини-сценариев (внутри глав).

### Сценарии
Крушение поезда
Сценарий по игре Resident Evil Zero. Оригинальное название — «Train Derailment» (рус. Крушение поезда). Глава разбита на 3 части, а её действия происходят 23 июля 1998 года. Также в этой главе имеются две подглавы с общим названием «Beginnings» (рус. Истоки).
Инцидент в особняке.
Сценарий по первой части Resident Evil, который имеет общее название «Mansion Incident» (рус. Инцидент в особняке). Действия основного сюжета также разбиты на три части, а события происходят на следующий день после событий предыдущей главы, 24 июля 1998 года.
В дополнение имеются два мини-сценария, каждый из которых разбит на 2 части. Один из них назван «Nightmare» (рус. Кошмар), а второй мини-сюжет называется «Rebirth» (рус. Возрождение).
Разрушение Раккун-сити
Сценарий по третьей части игры называется «Raccoon’s Destruction» (рус. Разрушение Раккун-сити). События сценария разбиты на 3 части. Действия сценария происходят в сентябре 1998 года.
В дополнение к основному сценарию есть два дополнительных мини-сценария (каждый — по 1 части):
1. «Death’s Door» (рус. Дверь смерти).
2. «Fourth Survivor» (рус. Четвёртый выживший).

Конец Амбреллы
Глава с новым сюжетом. Оригинальное название — «Umbrella’s End» (рус. Конец Амбреллы). 18 февраля 2003 года… Заснеженная Россия, территория одной из фабрик корпорации… Сценарий состоит из 3 частей.
В качестве дополнения имеются две подглавы «Dark Legacy» (рус. Тёмное наследие).

## Персонажи
- Ребекка Чемберс — член отряда «S.T.A.R.S.», героиня главы «Train Derailment» и мини-сценария «Nightmare».
- Альберт Вескер — сотрудник Амбреллы и командир «S.T.A.R.S.», главный герой суб-сценариев «Beginnings», «Rebirth» и «Dark Legacy».
- Джилл Валентайн — член отряда «S.T.A.R.S.», один из героев «Mansion Incident», «Raccoon’s Destruction» и «Umbrella’s End»
- Крис Редфилд — член отряда «S.T.A.R.S.», герой глав «Mansion Incident» и «Umbrella’s End».
- Билли Коэн — беглый заключённый и бывший военный, герой главы «Train Derailment».
- Карлос Оливейра — член отряда Дельта «U.B.C.S.», один из главных героев главы «Raccoon’s Destruction».
- Ада Вонг — секретный агент, главная героиня субглавы «Death’s Door».
- Ханк — член «U.S.F.U.», главный герой субглавы «Fourth Survivor».

## Отзывы
| Сводный рейтинг | Сводный рейтинг |
| Агрегатор       | Оценка          |
| --------------- | --------------- |
| GameRankings    | 75,03 %         |